# Motoyoshi Oda
Motoyoshi Oda (en japonès:小田基義) (21 de juliol de 1910; Moji, Prefectura de Fukuoka – 21 d'octubre de 1973; Tokyo) va ser un director de pel·lícules japonès.
Es va graduar en anglès a la Universitat de Waseda. Estudià sota el director Kajiro Yamamoto, com també van fer Akira Kurosawa, Ishirō Honda, i Senkichi Taniguchi.

## Filmografia parcial
- Song of Kunya (1940)
- Lady From Hell (1949), basada en un guió de Kurosawa
- Tomei Ningen (1954) film de terror
- Ghost Man.
- Godzilla Raids Again (1955)